# Batangafo Airport
Batangafo Airport är en flygplats i Centralafrikanska republiken.   Den ligger i prefekturen Ouham, i den västra delen av landet, 300 km norr om huvudstaden Bangui. Batangafo Airport ligger 409 meter över havet.
Terrängen runt Batangafo Airport är platt. Närmaste större samhälle är Batangafo, 3,2 km sydväst om Batangafo Airport. 
Omgivningarna runt Batangafo Airport är huvudsakligen savann. Runt Batangafo Airport är det mycket glesbefolkat, med 4 invånare per kvadratkilometer.